# Norberto Gómez
Norberto Gómez (Buenos Aires, 1941-Buenos Aires, 20 de julio de 2021) fue un escultor argentino.

## Biografía
Norberto Gómez estudió en la Escuela de Bellas Artes Manuel Belgrano. En 1963 se encontró en París con Julio Le Parc con quien colaboró llegando luego a tener así alguna participación en el GRAV, un par de años después hizo su primera exposición individual llamada «Geometrías» en la cual, tal como el nombre lo indica, su arte de entonces fue predominantemente geométrico vinculado con el arte óptico y el cinético en tal "estilo" llegó a su máximo nivel durante 1967 para luego en 1968 incursionar en el minimalismo, a partir de ese momento realizó numerosas muestras en galerías, salones y museos ya en su país o en el extranjero recibiendo los premios Marcelo De Ridder, Leopoldo Marechal (de la Asociación Internacional de Críticos de Arte), el Primer Premio de Escultura en la Bienal de Arte de Montevideo y luego, en 1991, por su escultura neobarroca El Corazón la beca de la Fundación Guggenheim.

En los setenta se inició en la práctica del realismo por el cual, siguiendo la tradición de otros escultores argentinos como Libero Badii, Juan Carlos Distéfano, Alberto Heredia, Aldo Paparella, Emilio Renno o Enio Iommi reflejaba la sociedad del país, sin embargo a mediados de los 70 su realismo muchas veces desembocó en un crudo expresionismo.

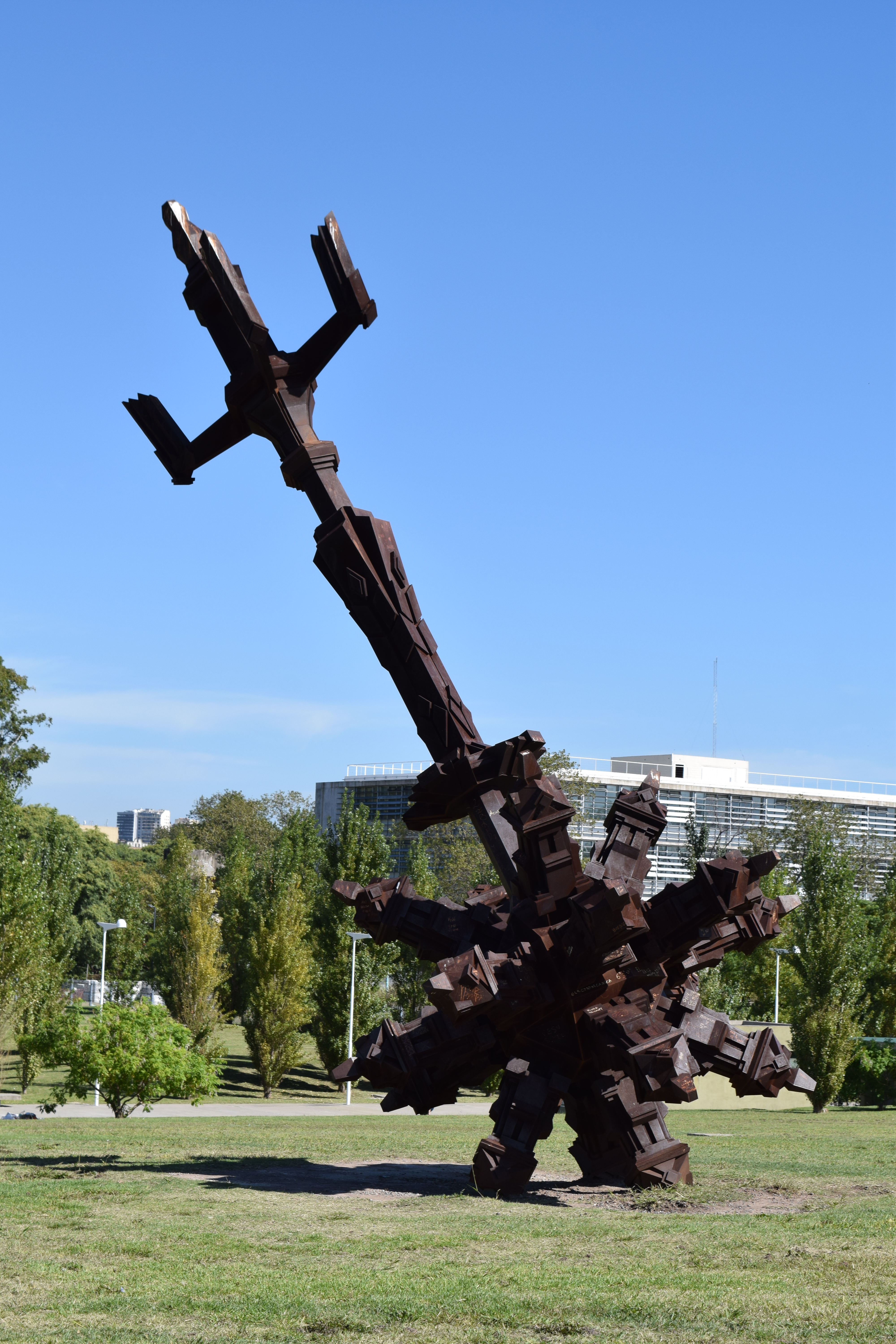
Escultura Torres de la Memoria, Norberto Gómez, Parque de la Memoria-Monumento a las Víctimas del Terrorismo de Estado, Buenos Aires, Argentina.

## Exposiciones individuales
- 1967. Galería Arte Nuevo, Buenos Aires.
- 1968. Galería Arte Nuevo, Buenos Aires.
- 1976. Galería Carmen Waugh, Buenos Aires. Objetos y dibujos.
- 1978. Galería Arte Nuevo, Buenos Aires. Objetos.
- 1979. Galería ELE, Estudio de Arte Moderno, Córdoba.
- 1982. Centro de Arte y Comunicación (CAYC), Buenos Aires.
- 1983. Galería Tema, Buenos Aires. Anuncio y Asunción.
- 1984. Galería Tema, Buenos Aires. Por amor al arte.
- 1985. Galería Vea, Buenos Aires.
- 1990. Galería Ruth Benzacar, Buenos Aires.
- 1991. Fawbush Gallery, Nueva York, EE. UU. Arte Argentino en Nueva York.
- 1995. Museo de Arte Moderno, Buenos Aires. 20 años.
- 2000. Galería Ruth Benzacar.
- 2003. Galería Daniel Maman Fine Art.

## Exposiciones colectivas
- 1967. Museo de Arte Moderno, Buenos Aires. Premio Ver y Estimar.
- 1968. Museo de Arte Moderno, Buenos Aires. Premio Ver y Estimar.
- 1969. Arte del Siglo XX, Mar del Plata.
- 1974. Galería Arte Nuevo, Buenos Aires.
- 1976. Museo Nacional de Bellas Artes, Buenos Aires. Premio Marcelo de Rider.
- 1977. 
  - Galería Praxis, Buenos Aires. Actuales Tendencias del Dibujo en la Argentina.
  - II Bienal del Dibujo, Maldonado, Uruguay.
  - Galería Birger, Buenos Aires. Homenaje a Paparella.
  - Galería Birger, Buenos Aires. Galería Ruth Benzacar, Buenos Aires. Once Espacios.
- 1979  IV Bienal de Arte, Valparaíso, Chile.
- 1980. 
  - Bienal de Tokio, Japón. Arte Argentino Contemporáneo.
  - Museo de Bellas Artes de Tucumán. 12 x 12 cm.
  - Centro de Arte y Comunicación (CAYC), Buenos Aires. Dibujo Argentino        Contemporáneo.
  - Academia Nacional de Bellas Artes, Museo de Arte Moderno, Buenos Aires. Premio
  - Escultura Fundación Shaw.
- 1981. 
  - I Bienal de Arte, Montevideo. Uruguay.
  - IV Bienal de Arte de Medellín, Colombia.
- 1983. Museo Nacional de Bellas Artes, Buenos Aires. Confrontaciones.
- 1989. 
  - Centro de Arte y Comunicación (CAYC), Buenos Aires. 11 x 11.
  - Tercera Bienal de La Habana ‘89, Cuba. Tres Mundos. Centro Wifredo Lam.
- 1991. Feria Internacional de Arte Contemporáneo ARCO, Madrid. España
- 1994. 
  - Fundación Arte y Tecnología, Madrid, España. Arte Argentino Contemporáneo.
  - Colección permanente del Museo Nacional de Bellas Artes, Buenos Aires.
- 1995. 
  - Museo Nacional de Bellas Artes, Buenos Aires. De Dios, el hombre y la vida.
  - Galería Klemm, Buenos Aires. La Escultura. Singularidades de un lenguaje.
- 1997. 
  - Museo Nacional de Bellas Artes, Buenos Aires. Otra Mirada.
  - Generalidad de Cataluña, Centro de Arte Santa Mónica. Barcelona.
- 2004. Exposición "Entre el silencio y la violencia" ArteBa en Sotheby'S Nueva York y en el Espacio de Fundación Telefónica, Buenos Aires.
- 2005. Exposición “Berni y sus contemporáneos - Correlatos” Museo de Arte Latinoamericano de Buenos Aires (MALBA), Buenos Aires
- 2012. Torres de la Memoria, Parque de la Memoria- Monumento a las Víctimas del Terrorismo de Estado.[2]
- 2016. Muestra Museo Nacional de Bellas Artes.[3]

## Premios y distinciones
- 1976. Premio Marcelo de Ridder. (escultura)
- 1980. Premio Asociación Internacional de Críticos de Arte, Sección Argentina (dibujo)
- 1981. Premio de Escultura. I Bienal de Arte de Montevideo, Uruguay.
- 1982. Premio Artista del año, otorgado por la Asociación Argentina de Críticos de Arte.
- 1991. Beca John Simon Guggenheim.
- 1992. Premio Konex a las Artes Visuales.[4]
- 1995. Premio Marechal, Museo de Arte Moderno de Buenos Aires.
- 2000. Premio a la trayectoria. Cincuentenario de la Asociación Argentina de Críticos de Arte.
- 2002. Premio Konex a las Artes Visuales.[4] Premio Leonardo a la trayectoria. Museo Nacional de Bellas Artes.
- 2003. Premio Jorge Romero Brest a la trayectoria artística otorgado por la Asociación Argentina de Críticos de Arte.
- 2009. Premio Rosario 2009
- 2012. Premio Konex de Platino - Escultura y Objeto.[4]